# Sobącz
Sobącz (kaszb. Sobóńcz) – wieś w Polsce, położona w województwie pomorskim, w powiecie kościerskim, w gminie Liniewo, nad jeziorem Sobackim. Wieś jest siedzibą sołectwa Sobącz, w którego skład wchodzi również osada Bukowe Pole.
W latach 1975–1998 miejscowość administracyjnie należała do województwa gdańskiego.

## Nazwy źródłowe miejscowości
Sobądz, niem. Sobonsch, dawniej Czaubantz, Szobancza